# Camden megye (Missouri)
Camden megye az Amerikai Egyesült Államokban, azon belül Missouri államban található. Megyeszékhelye Camdenton, legnagyobb városa Osage Beach. Lakosainak száma 42 745 fő (2020. április 1.). Camden megye Morgan, Dallas, Laclede, Miller, Pulaski, Benton és Hickory megyékkel határos.

## Népesség
A megye népességének változása:
| Lakosok száma | 44 032 | 43 587 | 43 869 | 43 862 | 44 237 | 42 745 |
|               | 2010   | 2011   | 2012   | 2013   | 2015   | 2020   |